# Polnische Mannschaftsmeisterschaft im Schach 1929
Die polnische Mannschaftsmeisterschaft im Schach 1929 war die erste Austragung dieses Wettbewerbs. Mit den Stadtauswahlen aus Warszawa, Łódź, Kraków, Lwów und Poznań sowie der Mannschaft der województwo śląskie waren sechs Mannschaften am Start. Erster polnischer Mannschaftsmeister wurde die Warschauer Mannschaft.
Zu den Mannschaftskadern siehe Mannschaftskader der polnischen Mannschaftsmeisterschaft im Schach 1929.

## Modus
Die sechs teilnehmenden Mannschaften bestritten ein einfaches Rundenturnier, gespielt wurde an sechs Brettern. Über die Platzierung entschied die Anzahl der Brettpunkte (ein Punkt für einen Sieg, ein halber Punkt für ein Remis, kein Punkt für eine Niederlage).

## Termine und Spielort
Das Turnier wurde vom 5. bis 7. April im Hotel Hrabia Reden in Królewska Huta ausgetragen.

## Abschlusstabelle
| Pl. | Verein   | Sp | G | U | V | Brett-P.  |
| --- | -------- | -- | - | - | - | --------- |
| 01. | Warszawa | 5  | 4 | 1 | 0 | 23,0:7,0  |
| 02. | Łódź     | 5  | 4 | 0 | 1 | 19,5:10,5 |
| 03. | Kraków   | 5  | 3 | 0 | 2 | 15,5:14,5 |
| 04. | Lwów     | 5  | 0 | 2 | 3 | 13,0:17,0 |
| 05. | Śląsk    | 5  | 2 | 0 | 3 | 10,5:19,5 |
| 06. | Poznań   | 5  | 0 | 1 | 4 | 8,5:21,5  |

## Entscheidungen
|  | Polnischer Meister: Warszawa |

## Kreuztabelle
| Ergebnisse | Ergebnisse | 01. | 02. | 03. | 04. | 05. | 06. |
| ---------- | ---------- | --- | --- | --- | --- | --- | --- |
| 01.        | Warszawa   |     | 4   | 5½  | 3   | 5½  | 5   |
| 02.        | Łódź       | 2   |     | 3½  | 4   | 5   | 5   |
| 03.        | Kraków     | ½   | 2½  |     | 3½  | 4   | 5   |
| 04.        | Lwów       | 3   | 2   | 2½  |     | 2½  | 3   |
| 05.        | Śląsk      | ½   | 1   | 2   | 3½  |     | 3½  |
| 06.        | Poznań     | 1   | 1   | 1   | 3   | 2½  |     |

## Die Meistermannschaft
| 1.            | Warszawa                                                                                                   |
| Schachfiguren | Paulin Frydman, Rafał Feinmesser, Leon Kremer, Stanisław Kohn, Abram Blass, Henryk Pogorieły, Karol Piltz. |